# Ceratocanthus punctolineatus
Ceratocanthus punctolineatus är en skalbaggsart som beskrevs av Renaud Maurice Adrien Paulian 1982. Ceratocanthus punctolineatus ingår i släktet Ceratocanthus och familjen Hybosoridae. Inga underarter finns listade i Catalogue of Life.